# Hans Batz
Hans Batz (ur. 23 października 1927, zm. 25 września 1986) – niemiecki polityk należący do Socjaldemokratycznej Partii Niemiec (SPD). 
Od 20 października 1969 do 4 listopada 1980 (trzy kadencje) był deputowanym do Bundestagu z ramienia SPD. Wybrany z list w Bawarii.